# Markthalle Marans (Charente-Maritime)

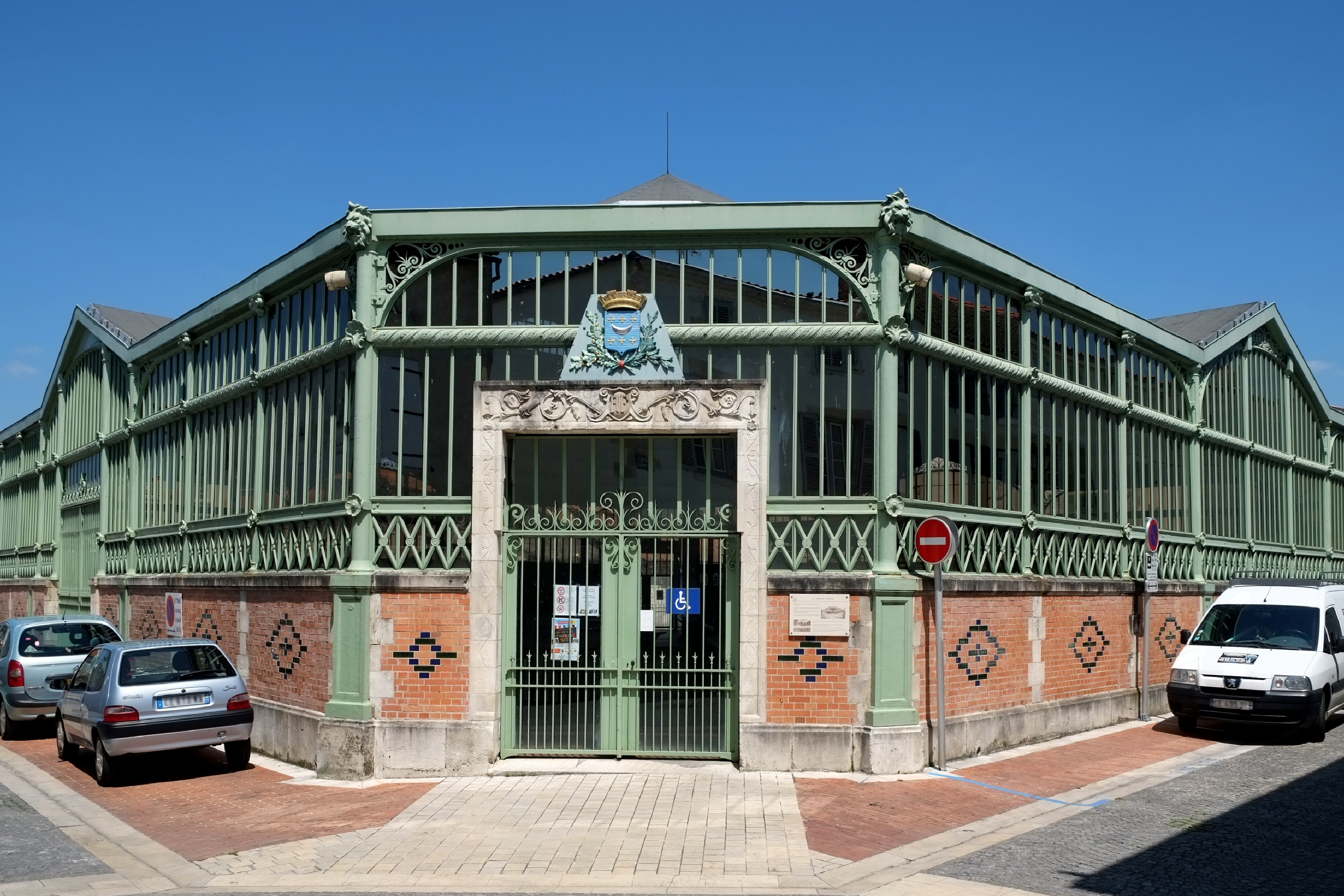
Markthalle in Marans

Die Markthalle in Marans, einer französischen Gemeinde im Département Charente-Maritime in der Region Nouvelle-Aquitaine, wurde 1881/82 errichtet. Die Arbeiten wurden nach Plänen des Architektenbüros Kern et Duprat aus Bordeaux ausgeführt.  
Die Markthalle an der Place des Halles ist ein erdgeschossiger Bau aus einer Stahlkonstruktion mit Kalkstein- bzw. Ziegelmauerwerk. Durch die großen Fensterflächen wird das Innere vom Tageslicht gut ausgeleuchtet.  
Die Markthalle in Marans erinnert an die ehemaligen Markthallen von Victor Baltard in Paris, die von 1851 bis 1872 entstanden.    